# بيدرو ماريو ألفاريز أبرانتي
بيدرو ماريو ألفاريز أبرانتي (بالإسبانية: Pedro Mario Álvarez Abrante) (مواليد 2 فبراير 1982 في تينيريفي - إسبانيا) لاعب كرة قدم إسباني يلعب حاليا لصالح نادي الدرجة الأولى ريال سرقسطة الإسباني منذ 2014 في مركز قلب الدفاع .

## روابط خارجية
- بيدرو ماريو ألفاريز أبرانتي على موقع الاتحاد الدولي (مؤرشف)  (الإنجليزية)
- بيدرو ماريو ألفاريز أبرانتي على موقع قاعدة بيانات كرة القدم.إي يو (الإنجليزية)
- بيدرو ماريو ألفاريز أبرانتي على موقع Soccerway.com (الإنجليزية)
- بيدرو ماريو ألفاريز أبرانتي على موقع AS.com (الإسبانية)